# Pekalongan (stad)
Pekalongan is een stad en stadsgemeente gelegen aan de noordelijke kust van het Indonesische eiland Java. Het valt onder de provincie Midden-Java. De naam "Pekalongan" komt van het Javaanse woord kalong, dat vleermuis betekent.
Pekalongan is de belangrijkste havenstad van Midden-Java. De stad is bekend vanwege zijn batik en wordt ook wel "Kota Batik" (Batikstad) genoemd. Pekalongan is het belangrijkste batikcentrum van Indonesië. Andere batikcentra zijn Jogjakarta, Solo en Cirebon.
Het heeft een VOC-fort uit 1753.

## Burgemeester
In 1906 kreeg Pekalongan een eigen gemeenteraad voorgezeten door de assistent-resident. In 1929 kreeg het zijn eigen burgemeester (walikota), die hier elk maar kort bleven in de Nederlands-Indische tijd:

Wapen van Pekalongan

- P.K.W. Lakeman (1929-1929)
- F.A.J. Middelkoop (1929-1932)
- J. Leewis (1932-1935)
- A.E. Catalani (1935-1937)
- H.J. Kunzman (1937-1939)
- W.J. van Haeften (1939-1941)
- Mr. H.C. Hartevelt (1941-1942)
- Mr J. de Widt (1942-1942)

## Geboren in Pekalongan
- Maria Dermoût (1888-1962), Nederlands-Indisch schrijfster
- Beb Bakhuijs (1909-1982), Nederlands voetballer
- Bob Haye (1922-?), Nederlands vliegenier en Engelandvaarder
- Siegfried Nassuth (1922-2005), Nederlands architect/stedenbouwkundige